# Publi Munaci
Publi Munaci (en llatí Publius Munacius) va ser un ciutadà romà que en una ocasió va agafar una corona de l'estàtua de Màrsies al fòrum i se la va posar sobre el seu propi cap, cosa que era considerada llavors un sacrilegi.
Va ser denunciat pels Triumviri capitales per aquest sacrilegi i sotmès a judici. Va ser condemnat, i seguidament empresonat. Munaci va apel·lar la decisió als tribuns de la plebs, apel·lació a la que tenia dret, però aquests van refusar dirimir la seva petició. La data d'aquests fets no es coneix.